# Riegersburg
Riegersburg é um município da Áustria, situado no distrito de Südoststeiermark, no estado da Estíria. Tem 71,12 km² de área e sua população em 2019 foi estimada em 4.953 habitantes.